# Yle Teema
Yle Teema var en finländsk digital tv-kanal som inriktar sig på kultur, vetenskap och inlärning. Kanalen sändes normalt 17–24 på vardagar och 10–24 på helger. Programutbudet innehöll många dokumentärer samt kulturprogram. De filmer som visades i kanalen följde även samma principer. Yle Teema sände även temaserier; såsom kulturella och vetenskapliga dokumentärer. Yle Teema producerades av Rundradion (Yle).
Kanalen slogs i april 2017 ihop med svenskspråkiga Yle Fem till Yle Teema & Fem.